# Cryptocephalus quadripustulatus
Cryptocephalus quadripustulatus es una especie de insecto coleóptero de la familia Chrysomelidae.
Fue descrita científicamente en 1813 por Gyllenhaal.